# Carlos Leon
Carlos Leon (Cuba, 10 juli 1966) is een Cubaans/Amerikaans acteur.

## Biografie
Leon is voornamelijk bekend om zijn relatie met Madonna. Leon en Madonna hebben samen een kind genaamd Lourdes Maria Ciccone Leon.

## Filmografie

### Films
Uitgezonderd korte films.
- 2019 Clinton Road - als ranger
- 2015 Thinking with Richard – als Heart
- 2013 Tio Papi – als Raul
- 2012 The Pack – als Adam Roen
- 2010 Immigration Tango – als Carlos Sanchez
- 2008 Tricks of a Woman – als Albert
- 2008 Monster Ark – als Belus
- 2008 The Echo – als Hector Rodriguez
- 2007 The Cry – als Sergio Perez
- 2004 She Hate Me – als Virgilio Gonzalez
- 2004 The Woodsman – als Pedro
- 2003 Anne B. Real – als Juan Gimenez
- 2002 Big Apple – als Ernesto
- 2002 Empire – als Hector
- 2001 'R Xmas – als vriend
- 2001 Blashemy the Movie – als Martin Garcia
- 1999 The Last Marshal – als Diego
- 1999 Wishmaster 2: Evil Never Dies – als Webber
- 1999 Tyrone – als Creep
- 1998 The Big Lebowski – als gangster
- 1998 The Replacement Killers – als Romero

### Televisieseries
Uitgezonderd eenmalige gastrollen.
- 2000 – 2003 Oz – als Carlos Martinez – 10 afl.
- 1996 – 1997 Nash Bridges – als Freddie – 3 afl.

- Biblioteca Nacional de España: XX4781496
- Gemeinsame Normdatei: 1201386810
- International Standard Name Identifier: 0000 0003 5590 2231
- Library of Congress Control Number: no2016055828
- Virtual International Authority File: 169869157
- WorldCat: E39PBJdRyDWWVc99Y49WXdpByd